# Bekännelsekyrkan
Bekännelsekyrkan (tyska: Die bekennende Kirche) var en rörelse inom den evangeliska kyrkan i Tyskland under den nazistiska diktaturen som med framgång motverkade de regimtrogna Deutsche Christen och sedan uppgick i Tysklands evangeliska kyrka (EKD).
Viktiga representanter för Bekännelsekyrkan var Karl Barth, som på bekännelsesynoden i Barmen 1934 framlade Barmendeklarationen, som skarpt kontrasterade tron på Kristus mot kulten av Führern, Dietrich Bonhoeffer, som ledde ett illegalt prästseminarium och vars delaktighet i en sammansvärjning mot Adolf Hitler kostade honom livet, och Martin Niemöller, som på grund av sin hållning mot nazisternas kyrkopolitik sattes i koncentrationsläger och som vid den evangeliska kyrkans grundande fick sin kyrka att förklara sin skuld i skeendet.
Vad motståndet mot Deutsche Christen och nazismen berodde på, är ämne för diskussioner. Somliga framställer motståndet som politiskt, medan andra anser att de politiska inslagen endast var resultat av att Bekännelsekyrkan värnade kyrkans frihet från staten.
Den svenska prästen Birger Forell stödde Bekännelsekyrkan.